# Misterix
Misterix è un personaggio immaginario ideato da Max Massimino Garnier e disegnato da Paul Campani e protagonista di omonime serie a fumetti pubblicate in Italia dalle Edizioni Alpe e in Argentina dall'editorial Abril. La serie pubblicata in Argentina riscosse notevole successo, divenendo una delle più note riviste a fumetti sudamericane degli anni cinquanta e sessanta.

## Storia editoriale
Il personaggio esordì sulla collana Le Più Belle Avventure nel 1946 alternandosi ad altri personaggi fino a quando dal n. 33 la testata non gli venne dedicata e venendo pubblicata fino al 1948. Campani continuò poi a realizzare storie del personaggio in Argentina su una testata omonima pubblicata dall'editorial Abril di Cesare Civita fino al 1957 e dalla Yago fino al 1965 per oltre 800 numeri. Oltre a storie del personaggio, la rivista pubblicò anche altre serie a fumetti realizzate da giovani autori italiani come Hugo Pratt, Ivo Pavone, Mario Faustinelli e Alberto Ongaro che in alcuni casi si trasferirono in Argentina per collaborare con l'editore; oltre a questi vi collaborarono anche autori sudamericani come Solano López, Héctor Oesterheld, Zoppi, Vogt e Carlos Cruz; le opere di questi autori resero la rivista una delle principali in Sud America arrivando a vendere centinaia di migliaia di copie. In Italia le Edizioni Alpe riproposero il personaggio in una nuova serie di ristampe edite dal 1970 al 1971 per 16 numeri.